# Leizhou
Leizhou (chiń. 雷州; pinyin Léizhōu) – miasto na prawach powiatu w południowych Chinach, w prowincji Guangdong, w prefekturze miejskiej Zhanjiang, na półwyspie Leizhou. W 1999 roku liczba mieszkańców miasta wynosiła 1 318 475.